# Турач чорнолобий
Тура́ч чорнолобий (Pternistis ochropectus) — вид куроподібних птахів родини фазанових (Phasianidae). Ендемік Джибуті.

## Опис
Довжина птаха становить 33-36 см, вага 940 г. Самиці є дещо меншими за самців. Верхня частина голови каштанова з рудим відтінком, світліша, ніж решта голови і шия, які є більш рудими. Шия і верхня частина грудей поцятковані білими плямами, на животі такі плями є більшими, через що він здається білуватим. Лоб, обличчя і "брови" над очима чорні, від дзьоба до очей і далі до потилиці іде темно-червонувата пляма, за очима білі плями. Горло блідо-жовтувате, позбавлене смуг. Крила і спина темно-сірувато-коричневі, спина поцяткована темно-рудувато-коричневими смугами. Пера на тілі і шиї темно-коричневі з золотистою центральною частиною і білими краями. Махові пера сіро-коричневі, світліша за решту крила. Стернові пера сіро-коричневі, у самиць рудувато-коричневі. Дзьоб чорний, знизу біля основи жовтий, лапи зеленувато-жовті. У самців на лапах є 2 шпори.

## Поширення і екологія
Чорнолобі турачі є єдиним ендемічним видом птахів у Джибуті, де мешкають лише в двох районах. Перший з них знаходиться в Національному парку Форе-де-Дей в горах Года, а другий з них, майже недосліджений і більш знищений людьми, знаходиться в горах Мабла. Чорнолобі турачі живуть в густих лісах африканського ялівця (наразі майже знищеним), а також в лісах з самшиту Buxus hildebrandtii і африканської маслини (Olea europaea africana), зустрічаються у вторинних лісах з самшиту і червоної акації, переважно на висоті від 700 до 1780 м над рівнем моря. Під час негніздового періоду їх можна зустріти у рідколіссях і ваді.

## Поведінка
Чорнолобі турачі живуть невеликими зграйками. Вони ведуть прихований спосіб життя, ховаючись в густих заростях, через що є малодослідженим видом. Чорнолобі турачі є найбільш активними вранці, тоді ж вони найбільше кричать. Більшу частину дня птахи можуть провести, непорушно сидячи на дереві, на висоті до 4 м над землею. Вони живляться ягодами, насінням, термітами і плодами. Чорнолобі турачі є моногамними птахами, гніздяться з грудня по лютий, в кладці від 5 до 7 яєць. Вони часто стають здобиччю звичайних генет.

## Збереження
МСОП класифікує цей вид як такий, що перебуває на межі зникнення. За оцінками дослідників, популяція чорнолобих турачів становить від 300 до 750 птахів. Їм загрожує знищення природного середовища, імовірно викликане надмірним випасом худоби.